# Rubbianello
Rubbianello è una frazione di 527 abitanti del comune di Monterubbiano, in provincia di Fermo, nelle Marche.

## Geografia fisica
Rubbianello sorge ai piedi del colle di Monterubbiano, circa 6 km (ma meno di 3 in linea d'aria) a sud del capoluogo comunale.
È la frazione più grande di Monterubbiano e la sua economia, prevalentemente agricola e basata sulla coltivazione di ortaggi, frutta e verdura, ha ricordato lo sviluppo di una zona industriale di piccole imprese, favorita dalla collocazione in pianura sulla riva sinistra del fiume Aso.

## Storia
Il nucleo originario di Rubbianello è un piccolo agglomerato di case sorte intorno a un mulino più antico, fondato nel 1712. Due secoli dopo l'iniziativa degli abitanti permise di affiancarvi una chiesa, consacrata il 13 novembre 1932, e di avviare l'espansione demografica che all'inizio del XXI secolo portò Rubbianello a contare oltre 500 abitanti, rendendo la popolazione del piccolo centro paragonabile a quella del capoluogo (circa 650 abitanti).